# ジョンヘンリーターフチャンピオンシップステークス
ジョンヘンリーターフチャンピオンシップステークス（John Henry Turf Championship Stakes）は、アメリカ合衆国のサンタアニタパーク競馬場にて、秋に開催される競馬の競走である。
かつては「オークツリー招待」「クレメントLハーシュ（“Hirsch”）」として知られ、西海岸を代表する芝のG1競走の一つだったが、主催者のオークツリー競馬会とサンタアニタ競馬場の契約終了に伴い、G2戦となった。

## 概要
1970年代から1990年代には「オークツリー招待」として知られ、ブリーダーズカップ・ターフへ向けた西海岸の重要な芝重賞レースだった。
2000年にオークツリー競馬会の創設者を記念して「クレメント・L・ハーシュターフチャンピオンシップステークス」に改称したが、主催者の交代により2011年にG1からG2へ降格した。
オークツリー競馬会主催のG1時代には賞金総額は30万ドル（2010年）だったが、サンタアニタパーク競馬場単独でのG2戦開催となって以降は賞金総額は15万ドル（2013年）となっている。

### 沿革
- 1969年 - 創設。オークツリーステークス（Oak Tree Stakes）[2]。芝1マイル1/2（12ハロン＝約2414メートル）。
- 1971年 - オークツリー招待ステークス（Oak Tree Invitational Stakes）に改称[2]。
- 1973年 - グレード制導入。G1に格付。
- 1995年 - 1マイル1/8（＝10ハロン＝約2011メートル）に短縮。
- 1996年 - オークツリーターフチャンピオンシップステークス（Oak Tree Turf Championship Stakes）に改称[2]。
- 2000年 - クレメント・L・ハーシュ記念ターフチャンピオンシップステークス（Clement L. Hirsch Memorial Turf Championship Stakes）に改称[3][2]
- 2010年 - サンタアニタ競馬場とオークツリー競馬会の賃貸借契約が終了。
- 2011年 - オークツリー競馬会はハリウッドパーク競馬場で「クレメントLハーシュターフCS」を開催。G2となる。
- 2012年 - サンタアニタ競馬場でジョンヘンリーターフチャンピオンシップステークス（John Henry Turf Championship）として開催[2]。

### 競走名の由来

#### オークツリー
創設時の競走名の「オークツリー」は、この競馬の主催者であるオークツリー競馬会（en:Oak Tree Racing Association）に由来する。
オークツリー競馬会は、1960年代の末にカリフォルニアで組織された。創設の目的は、デルマー競馬場で、秋にも競馬を行おうとするものだった。デルマー競馬場ではそれまで夏・秋に競馬を行っていたが、1968年に秋競馬の開催を廃する決定を行った。これに対し、独自で秋競馬の開催を維持するためにオークツリー競馬会が創立された。
音頭を取ったのは大馬主だったクレメント・L・ハーシュ（en:Clement L. Hirsch）やルイス・R・ローワン（en:Louis R. Rowan）、獣医師のジャック・ロビンス（Jack Robbins）といった人々で、彼らは南カリフォルニアで9月いっぱい、競馬を行うことにした。
オークツリー競馬会は、1969年にサンタアニタパーク競馬場を借り受けて競馬を開催し、2010年まで競馬を行った。2010年の開催後にサンタアニタ競馬場から撤退し、ハリウッドパーク競馬場で2年間開催を行った。その後はハリウッドパーク競馬場の存廃問題が浮上したため、開催を行っていない。

#### クレメント・L・ハーシュ
クレメント・L・ハーシュ（Clement Lang Hirsch、1914-2000）は上記のとおり、オークツリー競馬会を創設者の一人で、事業家としては、ペットフードの「カルカン」で知られるカルカンフーズの創業者である。ほかにもハーシュはチリソースの缶詰を製造するスタグフーズ（Stagg Foods）を創業した。
クレメント・ハーシュは青年時代に海兵隊に入隊し、ガダルカナル島の戦いに参加した。
ハーシュが競走馬の所有を始めたのは戦後の1947年からである。はじめ、ハーシュは南米から数多くの競走馬を輸入して成功した。この頃の代表的な所有馬は、1969年にハリウッドゴールドカップを勝ったフィゴネロ（Figonero）がいる。フィゴネロはデルマー競馬場のデルマーハンデキャップ（en:Del Mar Handicap）で、1マイル1/8（＝9ハロン＝約1810メートル）の世界記録を樹立している。
デルマー競馬場の秋競馬の廃止を受けて、ハーシュは1968年にルイス・R・ローワンやジャック・ロビンスと共同で、オークツリー競馬会の創設者となった。ハーシュは競馬会の会頭に就任した。ハーシュは1998年に全米サラブレッド競馬協会（NTRA）のコミッショナー杯を受賞した。
ハーシュは2000年の3月に没した。オークツリー競馬会ではハーシュを追悼するため、その年から本競走のレース名を「クレメント・L・ハーシュ記念ターフチャンピオンシップステークス（Clement L. Hirsch Memorial Turf Championship Stakes）」に改めた。
デルマー競馬場でも2000年に従来のチュラヴィスタハンデ（Chula Vista Handicap）をクレメント・L・ハーシュステークスに改称した。

#### ジョンヘンリー
ジョンヘンリー（John Henry）は1980年代前半のアメリカの名馬である。ジョンヘンリーは1981年と1984年にアメリカの年度代表馬となり、1980年、1981年、1983年、1984年に最優秀芝馬に選出された。ジョンヘンリーは、1980年から1982年にかけて、本競走（当時はオークツリー招待ステークス）を3連覇している。
オークツリー競馬会とサンタアニタパーク競馬場の賃貸借契約が2010年を最後に切れたため、2011年の競走はハリウッドパーク競馬場でG2として行われた。
2012年には、本競走自体はサンタアニタパーク競馬場に戻ったが、オークツリー競馬会はハリウッドパーク競馬場で競馬を行ったため、競走名は「ジョンヘンリーターフチャンピオンシップステークス（John Henry Turf Championship）」と改められた。

## 歴代勝ち馬
＊は日本輸入馬。国際競走出走のための一時的な輸入も含む。

### 12ハロン・オークツリー時代（1969～1994年）
| 年   | 距離      | メートル換算 | 格付け | 勝馬               | 備考                                                      |
| ---- | --------- | ------------ | ------ | ------------------ | --------------------------------------------------------- |
| 1969 | 1 1/2mile | 約2414m      |        | Czar Alexander     |                                                           |
| 1970 | 1 1/2mile | 約2414m      |        | Daryl's Joy        |                                                           |
| 1971 | 1 1/2mile | 約2414m      |        | Cougar II          | ※オークツリー招待Sに改称。                                |
| 1972 | 1 1/2mile | 約2414m      |        | Cougar II          |                                                           |
| 1973 | 1 1/2mile | 約2414m      | G1     | Portentous         |                                                           |
| 1974 | 1 1/2mile | 約2414m      | G1     | Tallahto           |                                                           |
| 1975 | 1 1/2mile | 約2414m      | G1     | Top Command        |                                                           |
| 1976 | 1 1/2mile | 約2414m      | G1     | King Pellinore     |                                                           |
| 1977 | 1 1/2mile | 約2414m      | G1     | Crystal Water      |                                                           |
| 1978 | 1 1/2mile | 約2414m      | G1     | Exceller           |                                                           |
| 1979 | 1 1/2mile | 約2414m      | G1     | Balzac             |                                                           |
| 1980 | 1 1/2mile | 約2414m      | G1     | ＊ジョンヘンリー   |                                                           |
| 1981 | 1 1/2mile | 約2414m      | G1     | ＊ジョンヘンリー   |                                                           |
| 1982 | 1 1/2mile | 約2414m      | G1     | ＊ジョンヘンリー   | ※ジョンヘンリーが3連覇達成。                              |
| 1983 | 1 1/2mile | 約2414m      | G1     | Zalataia           | ※ジョンヘンリーは2着に敗れ4連覇を逃す。                   |
| 1984 | 1 1/2mile | 約2414m      | G1     | Both Ends Burning  |                                                           |
| 1985 | 1 1/2mile | 約2414m      | G1     | Yashgan            |                                                           |
| 1986 | 1 1/2mile | 約2414m      | G1     | Estrapade          |                                                           |
| 1987 | 1 1/2mile | 約2414m      | G1     | ＊アレミロード     |                                                           |
| 1988 | 1 1/2mile | 約2414m      | G1     | ＊ナスルエルアラブ |                                                           |
| 1989 | 1 1/2mile | 約2414m      | G1     | ＊ホークスター     | ※優勝タイムの2分22秒4/5は当時の芝12ハロンの世界レコード。 |
| 1990 | 1 1/2mile | 約2414m      | G1     | Rial               |                                                           |
| 1991 | 1 1/2mile | 約2414m      | G1     | Filago             |                                                           |
| 1992 | 1 1/2mile | 約2414m      | G1     | Navarone           |                                                           |
| 1993 | 1 1/2mile | 約2414m      | G1     | ＊コタシャーン     |                                                           |
| 1994 | 1 1/2mile | 約2414m      | G1     | ＊サンドピット     |                                                           |

### 10ハロン・オークツリー時代（1995～2010年）
| 年   | 距離      | メートル換算 | 格付け | 勝馬                       | 備考                                                      |
| ---- | --------- | ------------ | ------ | -------------------------- | --------------------------------------------------------- |
| 1995 | 1 1/4mile | 約2011m      | G1     | Northern Spur              |                                                           |
| 1996 | 1 1/4mile | 約2011m      | G1     | ＊アドマイス               | ※オークツリーTCSに改称。 ※1位入線のBon Pointが5着へ降着。 |
| 1997 | 1 1/4mile | 約2011m      | G1     | Rainbow Dancer             |                                                           |
| 1998 | 1 1/4mile | 約2011m      | G1     | Military                   |                                                           |
| 1999 | 1 1/4mile | 約2011m      | G1     | Mash One                   |                                                           |
| 2000 | 1 1/4mile | 約2011m      | G1     | Mash One                   | ※クレメントLハーシュ記念TCSに改称。                       |
| 2001 | 1 1/4mile | 約2011m      | G1     | Senure                     |                                                           |
| 2002 | 1 1/4mile | 約2011m      | G1     | The Tin Man                |                                                           |
| 2003 | 1 1/4mile | 約2011m      | G1     | ＊ストーミングホーム       |                                                           |
| 2004 | 1 1/4mile | 約2011m      | G1     | Star Over The Bay          |                                                           |
| 2005 | 1 1/4mile | 約2011m      | G1     | ＊フォーティナイナーズサン |                                                           |
| 2006 | 1 1/4mile | 約2011m      | G1     | The Tin Man                |                                                           |
| 2007 | 1 1/4mile | 約2011m      | G1     | Artiste Royal              |                                                           |
| 2008 | 1 1/4mile | 約2011m      | G1     | Red Giant                  | ※優勝タイムの1分57秒16は芝10ハロンの世界レコード。        |
| 2009 | 1 1/4mile | 約2011m      | G1     | Presious Passion           |                                                           |
| 2010 | 1 1/4mile | 約2011m      | G1     | Champ Pegasus              |                                                           |

### G2時代（2011年～）
| 年   | 距離      | メートル換算 | 格付け | 勝馬               | 備考                                                            |
| ---- | --------- | ------------ | ------ | ------------------ | --------------------------------------------------------------- |
| 2011 | 1 1/4mile | 約2011m      | G2     | Acclamation        | ※ハリウッドパーク競馬場で開催                                   |
| 2012 | 1 1/4mile | 約2011m      | G2     | Slim Shadey        | ※サンタアニタパーク競馬場に戻る ※ジョンヘンリーターフCSに改称。 |
| 2013 | 1 1/4mile | 約2011m      | G2     | Indy Point         |                                                                 |
| 2014 | 1 1/4mile | 約2011m      | G2     | Bright Thought     |                                                                 |
| 2016 | 1 1/4mile | 約2011m      | G2     | Ashleyluvssugar    |                                                                 |
| 2017 | 1 1/4mile | 約2011m      | G2     | Itsinthepost       |                                                                 |
| 2018 | 1 1/4mile | 約2011m      | G2     | Liam the Charmer   |                                                                 |
| 2019 | 1 1/4mile | 約2011m      | G2     | Cleopatra's Strike |                                                                 |
| 2020 | 1 1/4mile | 約2011m      | G2     | United             |                                                                 |
| 2021 | 1 1/4mile | 約2011m      | G2     | United             |                                                                 |
| 2022 | 1 1/4mile | 約2011m      | G2     | Masteroffoxhounds  |                                                                 |
| 2023 | 1 1/4mile | 約2011m      | G2     | Balladeer          |                                                                 |
| 2024 | 1 1/4mile | 約2011m      | G2     | Cabo Spirit        |                                                                 |